# Хормали
Хормали́ (рос. Хормалы, чув. Хурумал) — село у складі Ібресинського району Чувашії, Росія. Адміністративний центр Хормалинського сільського поселення.
Населення — 1256 осіб (2010; 1375 у 2002).
Національний склад:
- чуваші — 98 %